# Thunder Road (canción)
«Thunder Road» es una canción del músico estadounidense Bruce Springsteen, publicada en el álbum de estudio Born to Run. Es generalmente considerada por la prensa musical como una de las mejores canciones de la carrera musical de Springsteen, y aparece en varias listas de las mejores canciones de rock de todos los tiempos. La revista Rolling Stone situó la canción en el puesto 86 de la lista de las 500 mejores canciones de todos los tiempos.

## Historia
«Thunder Road» sufrió una considerable evolución a medida que era compuesta, con una versión temprana y titulada «Wings for Wheels» interpretada por primera vez en The Main Point de Bryn Mawr (Pensilvania) el 5 de febrero de 1975. Otras versiones primerizas de la canción mencionaban también el nombre de varias mujeres como «Angelina» y «Christina», posteriormente sustituidas en la versión de estudio por «Mary». Entre otros cambios sucesivos, incluyendo letras en algunas estrofas completamente diferentes de la primera versión, se incluyó la sustitución del verso «This is a town full of losers, and baby I was born to win» —en español: «Esta es una ciudad llena de perdedores, y nena yo nací para ganar»— por: «It's a town full of losers, and I'm pulling out of here to win» —en español: «Es una ciudad llena de perdedores, y estoy saliendo de aquí para ganar».
Durante la composición de la letra en las sesiones de grabación, en lugar del verso final «Skeleton frames of burned out Chevrolets» —en español: «Marcos de esqueletos de Chevrolets quemados»—, había escrito: «Skeletons found by exhumed shallow graves» —en español: «Esqueletos exhumados encontrados por tumbas poco profundas». Sin embargo, el batería Max Weinberg logró convencer a Springsteen de alejarse de letras tan sombrías como las del segundo verso.
La canción es una de las más aclamadas por los seguidores de Springsteen, siendo una de las más esperadas en los conciertos del músico de Nueva Jersey. En sus actuaciones en directo, el norteamericano alterna las versiones de esta canción con la banda, con versiones en acústico, donde en el escenario sólo está Springsteen acompañado de una guitarra y la armónica.

## Personal
- Bruce Springsteen: voz, guitarra y armónica
- Garry Tallent: bajo
- Max Weinberg: batería
- Roy Bittan: piano, glockenspiel y coros
- Mike Appel: coros
- Steve Van Zandt: coros
- Clarence Clemons: saxofón